# Bashar Jaafari
Bashar Jaafari, a veces Ja'afari, (en árabe: بشار جعفري‎; Damasco, 14 de abril de 1956) es un diplomático sirio, que se desempeñó como representante permanente de la República Árabe Siria ante la Organización de las Naciones Unidas en Nueva York.

## Biografía
Comenzó su carrera en 1980 como diplomático en el Ministerio de Relaciones Exteriores sirio. Sirvió como diplomático en Francia, hasta 1983 como secretario de la embajada y luego como asesor de la Misión Permanente de la República Árabe Siria ante las Naciones Unidas en 1991. Más tarde regresó a Francia, como asesor en la embajada siria en París en 1997. También fue nombrado embajador sirio en Indonesia en 1998 y director del Departamento de Organizaciones Internacionales en el Ministerio de Relaciones Exteriores de Siria en 2002.

## Libros publicados
- The Lobbies in the U.S.A. (1983)
- The Syrian Foreign Affairs 1946-1982 (1986)
- The United Nations and the New World Order (1994)
- Moslem High Priests of the Far East “Historical Saga on the Way Islam Entered and Spread into the Malay Archipelago (2003)
- The Syrian Politics of Alliances 1918-1982 (2015)